# Raymond (Minnesota)
Raymond è una città degli Stati Uniti d'America, situata in Minnesota, nella contea di Kandiyohi.